# FIFA 클럽 월드컵
FIFA 클럽 월드컵(FIFA Club World Cup)은 국제 축구 연맹(FIFA) 주관으로 4년마다 열리는 축구 대회로, 6개 대륙의 클럽 대항전 우승팀과 개최국의 최상위 리그 우승팀 그리고 대륙별 최상위 클럽 대항전 랭킹 상위권 구단이 참가하는 대회이다.

## 역사
2000년 1월에 브라질에서 FIFA 클럽 세계 선수권 대회(FIFA Club World Championship)라는 이름으로 첫 대회가 개최되었다. 이것은 FIFA가 인터콘티넨털컵을 대체하기 위해 만들어졌는데 당시 이 대회는 매년 일본 도쿄에서 열렸고 유럽의 UEFA 챔피언스리그 우승 팀과 남미의 코파 리베르타도레스 우승 팀이 참가하였다.
두 번째 대회는 2001년에 스페인에서 12개 팀이 참가하기로 계획되어 있었다. 그러나 이 대회는 여러 가지 복합적인 요인으로 취소되었는데 그 중 FIFA의 마케팅 파트너였던 인터내셔널 스포츠 앤 레저(ISL)이라는 회사가 파산한 것이 가장 결정적으로 작용하였다. 그리하여 이 대회는 2003년에 개최하기로 연기되었으나 이 계획도 실패로 돌아갔다. FIFA는 결국 도요타컵과 통합하는 데에 동의하였고 다시 시작된 세계 클럽 챔피언십 대회는 2005년에 일본에서 개최되며 첫 시작을 하였다.
2009년과 2010년 대회는 아랍에미리트에서 열렸고 2011년과 2012년 대회는 일본에서 다시 개최하기로 했다.
5위 결정전은 2007년 대회에 폐지되었으나 2008년 대회에 다시 도입되었다. 이 경기가 재도입되면서 전체 상금이 50만 미국 달러에서 1,650만 미국 달러로 늘어났다. 이 대회의 우승 팀은 500만 미국 달러를 획득하며 준우승 팀은 400만 미국 달러를, 3위 팀은 250만 미국 달러를, 4위 팀은 200만 미국 달러를, 5위 팀은 150만 미국 달러를, 6위 팀은 100만 미국 달러를, 7위 팀이 50만 미국 달러를 받는다.
이 대회에 가장 많이 출전한 팀은 뉴질랜드의 오클랜드 시티로 총 16번의 대회 중 9번의 대회(2006년, 2009년, 2011년, 2012년, 2013년, 2014년, 2015년, 2016년, 2017년)에 참가하였다.
2019년 3월 15일에 열린 FIFA 평의회에서 FIFA 컨페더레이션스컵을 폐지하는 대신에 FIFA 클럽 월드컵 참가 팀 수를 2021년 대회부터 24개 팀으로 확대하기로 결정했다.

## 역대 결과
| 회차 | 연도 | 개최국         | 결승전              | 결승전             | 결승전          | 3·4위 결정전           | 3·4위 결정전       | 3·4위 결정전              | 결승전 개최지                        |
| 회차 | 연도 | 개최국         | 우승                | 득점               | 준우승          | 3위                    | 득점               | 4위                       | 결승전 개최지                        |
| ---- | ---- | -------------- | ------------------- | ------------------ | --------------- | ---------------------- | ------------------ | ------------------------- | ------------------------------------ |
| 1회  | 2000 | 브라질         | 코린치앙스          | 0–0 (4–3 승부차기) | 바스쿠 다 가마  | 네칵사                 | 1–1 (4–3 승부차기) | 레알 마드리드             | 리우데자네이루 마라카낭 경기장       |
| 2회  | 2005 | 일본           | 상파울루            | 1–0                | 리버풀          | 데포르티보 사프리사    | 3–2                | 알이티하드                | 요코하마 국제종합경기장              |
| 3회  | 2006 | 일본           | 인테르나시오나우    | 1–0                | 바르셀로나      | 알아흘리               | 2–1                | 아메리카                  | 요코하마 국제종합경기장              |
| 4회  | 2007 | 일본           | AC 밀란             | 4–2                | 보카 주니어스   | 우라와 레드 다이아몬즈 | 2–2 (4–2 승부차기) | 에투알 스포르티브 뒤 사엘 | 요코하마 국제종합경기장              |
| 5회  | 2008 | 일본           | 맨체스터 유나이티드 | 1–0                | LDU 키토        | 감바 오사카            | 1–0                | 파추카                    | 요코하마 국제종합경기장              |
| 6회  | 2009 | 아랍에미리트   | 바르셀로나          | 2–1 (연장전)       | 에스투디안테스  | 포항 스틸러스          | 1–1 (4–3 승부차기) | 아틀란테                  | 아부다비 셰이크 자예드 경기장        |
| 7회  | 2010 | 아랍에미리트   | 인테르나치오날레    | 3–0                | TP 마젬베       | 인테르나시오나우       | 4–3                | 성남 일화                 | 아부다비 셰이크 자예드 경기장        |
| 8회  | 2011 | 일본           | 바르셀로나          | 4–0                | 산투스          | 알사드                 | 0–0 (5–3 승부차기) | 가시와 레이솔             | 요코하마 국제종합경기장              |
| 9회  | 2012 | 일본           | 코린치앙스          | 1–0                | 첼시            | 몬테레이               | 2–0                | 알아흘리                  | 요코하마 국제종합경기장              |
| 10회 | 2013 | 모로코         | 바이에른 뮌헨       | 2–0                | 라자 카사블랑카 | 아틀레치쿠 미네이루    | 3–2                | 광저우 헝다               | 마라케시 마라케시 경기장             |
| 11회 | 2014 | 모로코         | 레알 마드리드       | 2–0                | 산로렌소        | 오클랜드 시티          | 1–1 (4–2 승부차기) | 크루스 아술               | 마라케시 마라케시 경기장             |
| 12회 | 2015 | 일본           | 바르셀로나          | 3–0                | 리버 플레이트   | 산프레체 히로시마      | 2–1                | 광저우 헝다               | 요코하마 국제종합경기장              |
| 13회 | 2016 | 일본           | 레알 마드리드       | 4–2 (연장전)       | 가시마 앤틀러스 | 아틀레티코 나시오날    | 2–2 (4–3 승부차기) | 아메리카                  | 요코하마 국제종합경기장              |
| 14회 | 2017 | 아랍에미리트   | 레알 마드리드       | 1–0                | 그레미우        | 파추카                 | 4–1                | 알자지라                  | 아부다비 자예드 스포츠 시티 스타디움 |
| 15회 | 2018 | 아랍에미리트   | 레알 마드리드       | 4–1                | 알아인          | 리버 플레이트          | 4–0                | 가시마 앤틀러스           | 아부다비 자예드 스포츠 시티 스타디움 |
| 16회 | 2019 | 카타르         | 리버풀              | 1–0 (연장전)       | 플라멩구        | 몬테레이               | 2–2 (4–3 승부차기) | 알힐랄                    | 도하 칼리파 국제경기장               |
| 17회 | 2020 | 카타르         | 바이에른 뮌헨       | 1–0                | 티그레스 UANL   | 알아흘리               | 0–0 (3–2 승부차기) | 파우메이라스              | 알라이얀 에듀케이션 시티 스타디움    |
| 18회 | 2021 | 아랍에미리트   | 첼시                | 2–1 (연장전)       | 파우메이라스    | 알아흘리               | 4–0                | 알힐랄                    | 아부다비 모하메드 빈 자예드 스타디움 |
| 19회 | 2022 | 모로코         | 레알 마드리드       | 5–3                | 알힐랄          | 플라멩구               | 4–2                | 알아흘리                  | 라바트 물레이 압델라 왕자 경기장     |
| 20회 | 2023 | 사우디아라비아 | 맨체스터 시티       | 4-0                | 플루미넨시 FC   | 알아흘리 SC            | 4-2                | 우라와 레드 다이아몬즈    | 리야드 킹 압둘라 스포츠 시티         |
| 21회 | 2025 | 미국           | 첼시                | 3-0                | 파리 생제르맹   | 레알 마드리드          |                    | 플루미넨시                | 이스트러더퍼드 메트라이프 스타디움   |

## 4강 진출 팀들의 기록
| 클럽                      | 우승                             | 준우승   | 3위                  | 4위            | 통산 4강 진출 횟수 |
| ------------------------- | -------------------------------- | -------- | -------------------- | -------------- | ------------------ |
| 레알 마드리드             | 5 (2014, 2016, 2017, 2018, 2022) | -        | -                    | 1 (2000)       | 6                  |
| 바르셀로나                | 3 (2009, 2011, 2015)             | 1 (2006) | -                    | -              | 4                  |
| 첼시                      | 2 (2021, 2025)                   | 1 (2012) | -                    | -              | 3                  |
| 코린치앙스                | 2 (2000, 2012)                   | -        | -                    | -              | 2                  |
| 바이에른 뮌헨             | 2 (2013, 2020)                   | -        | -                    | -              | 1                  |
| 리버풀                    | 1 (2019)                         | 1 (2005) | -                    | -              | 2                  |
| 인테르나시오나우          | 1 (2006)                         | -        | 1 (2010)             | -              | 2                  |
| 상파울루                  | 1 (2005)                         | -        | -                    | -              | 1                  |
| AC 밀란                   | 1 (2007)                         | -        | -                    | -              | 1                  |
| 맨체스터 유나이티드       | 1 (2008)                         | -        | -                    | -              | 1                  |
| 인테르나치오날레          | 1 (2010)                         | -        | -                    | -              | 1                  |
| 리버 플레이트             | -                                | 1 (2015) | 1 (2018)             | -              | 2                  |
| 플라멩구                  | -                                | 1 (2019) | 1 (2022)             | -              | 2                  |
| 알힐랄                    | -                                | 1 (2022) | -                    | 2 (2019, 2021) | 3                  |
| 가시마 앤틀러스           | -                                | 1 (2016) | -                    | 1 (2018)       | 2                  |
| 바스쿠 다 가마            | -                                | 1 (2000) | -                    | -              | 1                  |
| 보카 주니어스             | -                                | 1 (2007) | -                    | -              | 1                  |
| LDU 키토                  | -                                | 1 (2008) | -                    | -              | 1                  |
| 에스투디안테스            | -                                | 1 (2009) | -                    | -              | 1                  |
| TP 마젬베                 | -                                | 1 (2010) | -                    | -              | 1                  |
| 산투스                    | -                                | 1 (2011) | -                    | -              | 1                  |
| 라자 카사블랑카           | -                                | 1 (2013) | -                    | -              | 1                  |
| 산로렌소                  | -                                | 1 (2014) | -                    | -              | 1                  |
| 그레미우                  | -                                | 1 (2017) | -                    | -              | 1                  |
| 알아인                    | -                                | 1 (2018) | -                    | -              | 1                  |
| 티그레스 UANL             | -                                | 1 (2020) | -                    | -              | 1                  |
| 파우메이라스              | -                                | 1 (2021) | -                    | -              | 1                  |
| 알아흘리                  | -                                | -        | 3 (2006, 2020, 2021) | 2 (2012, 2022) | 5                  |
| 몬테레이                  | -                                | -        | 2 (2012, 2019)       | -              | 2                  |
| 파추카                    | -                                | -        | 1 (2017)             | 1 (2008)       | 2                  |
| 네칵사                    | -                                | -        | 1 (2000)             | -              | 1                  |
| 데포르티보 사프리사       | -                                | -        | 1 (2005)             | -              | 1                  |
| 우라와 레드 다이아몬즈    | -                                | -        | 1 (2007)             | -              | 1                  |
| 감바 오사카               | -                                | -        | 1 (2008)             | -              | 1                  |
| 포항 스틸러스             | -                                | -        | 1 (2009)             | -              | 1                  |
| 알사드                    | -                                | -        | 1 (2011)             | -              | 1                  |
| 아틀레치쿠 미네이루       | -                                | -        | 1 (2013)             | -              | 1                  |
| 오클랜드 시티             | -                                | -        | 1 (2014)             | -              | 1                  |
| 산프레체 히로시마         | -                                | -        | 1 (2015)             | -              | 1                  |
| 아틀레티코 나시오날       | -                                | -        | 1 (2016)             | -              | 1                  |
| 광저우 헝다               | -                                | -        | -                    | 2 (2013, 2015) | 2                  |
| 아메리카                  | -                                | -        | -                    | 2 (2006, 2016) | 2                  |
| 알이티하드                | -                                | -        | -                    | 1 (2005)       | 1                  |
| 에투알 스포르티브 뒤 사엘 | -                                | -        | -                    | 1 (2007)       | 1                  |
| 아틀란테                  | -                                | -        | -                    | 1 (2009)       | 1                  |
| 성남 FC                   | -                                | -        | -                    | 1 (2010)       | 1                  |
| 가시와 레이솔             | -                                | -        | -                    | 1 (2011)       | 1                  |
| 크루스 아술               | -                                | -        | -                    | 1 (2014)       | 1                  |
| 알자지라                  | -                                | -        | -                    | 1 (2017)       | 1                  |

## 국가별 기록
| 국가             | 우승                                               | 준우승                           | 3위                        | 4위                              | 통산 4강 진출 횟수 |
| ---------------- | -------------------------------------------------- | -------------------------------- | -------------------------- | -------------------------------- | ------------------ |
| 스페인           | 8 (2009, 2011, 2014, 2015, 2016, 2017, 2018, 2022) | 1 (2006)                         | 1 (2025)                   | 1 (2000)                         | 11                 |
| 브라질           | 4 (2000, 2005, 2006, 2012)                         | 5 (2000, 2011, 2017, 2019, 2021) | 3 (2010, 2013, 2022)       | 2 (2020, 2025)                   | 14                 |
| 잉글랜드         | 4 (2008, 2019, 2021, 2025)                         | 2 (2005, 2012)                   | -                          | -                                | 6                  |
| 이탈리아         | 2 (2007, 2010)                                     | -                                | -                          | -                                | 2                  |
| 독일             | 2 (2013, 2020)                                     | -                                | -                          | -                                | 2                  |
| 아르헨티나       | -                                                  | 4 (2007, 2009, 2014, 2015)       | 1 (2018)                   | -                                | 5                  |
| 멕시코           | -                                                  | 1 (2020)                         | 4 (2000, 2012, 2017, 2019) | 5 (2006, 2008, 2009, 2014, 2016) | 10                 |
| 일본             | -                                                  | 1 (2016)                         | 3 (2007, 2008, 2015)       | 2 (2011, 2018)                   | 6                  |
| 사우디아라비아   | -                                                  | 1 (2022)                         | -                          | 3 (2005, 2019, 2021)             | 4                  |
| 아랍에미리트     | -                                                  | 1 (2018)                         | -                          | 1 (2017)                         | 2                  |
| 에콰도르         | -                                                  | 1 (2008)                         | -                          | -                                | 1                  |
| 콩고 민주 공화국 | -                                                  | 1 (2010)                         | -                          | -                                | 1                  |
| 모로코           | -                                                  | 1 (2013)                         | -                          | -                                | 1                  |
| 프랑스           | -                                                  | 1 (2025)                         | -                          | -                                | 1                  |
| 이집트           | -                                                  | -                                | 3 (2006, 2020, 2021)       | 2 (2012, 2022)                   | 5                  |
| 대한민국         | -                                                  | -                                | 1 (2009)                   | 1 (2010)                         | 2                  |
| 코스타리카       | -                                                  | -                                | 1 (2005)                   | -                                | 1                  |
| 카타르           | -                                                  | -                                | 1 (2011)                   | -                                | 1                  |
| 뉴질랜드         | -                                                  | -                                | 1 (2014)                   | -                                | 1                  |
| 콜롬비아         | -                                                  | -                                | 1 (2016)                   | -                                | 1                  |
| 중국             | -                                                  | -                                | -                          | 2 (2013, 2015)                   | 2                  |
| 튀니지           | -                                                  | -                                | -                          | 1 (2007)                         | 1                  |

## 같이 보기
- UEFA 챔피언스리그
- 코파 리베르타도레스
- AFC 챔피언스리그
- CONCACAF 챔피언스리그
- CAF 챔피언스리그
- OFC 챔피언스리그